# Lamativie
Lamativie est une ancienne commune française située dans le département du Lot, en région Occitanie, devenue, le 1er janvier 2016, une commune déléguée de la commune nouvelle de Sousceyrac-en-Quercy.

## Géographie

### Localisation
Lamativie est situé dans le Quercy sur la Cère.

### Communes limitrophes
La commune était limitrophe des départements de la Corrèze et du Cantal.
| Camps-Saint-Mathurin-Léobazel (Corrèze) | Saint-Julien-le-Pèlerin (Corrèze) |                |
| Comiac (Sousceyrac-en-Quercy)           | Lamativie                         | Siran (Cantal) |
|                                         | Calviac (Sousceyrac-en-Quercy)    |                |

## Toponymie
Le toponyme Lamativie est basé sur l'anthroponyme Matiu (Mathieu) avec la terminaison -ia et passage du u final à v en occitan.

## Histoire
La commune a été créée en 1845 par détachement de sections de celle de Comiac.

## Politique et administration

### Liste des maires
| Période       | Période       | Identité                               | Étiquette | Qualité |
| ------------- | ------------- | -------------------------------------- | --------- | ------- |
| 1846          | 1851          | Pierre Lherm                           |           |         |
| 1851          | 1856          | Baptiste Espalieu                      |           |         |
| 1856          | 1858          | Pierre Lherm                           |           |         |
| 1858          | 1868          | Baptiste Espalieu                      |           |         |
| 1868          | 1870          | Jean Theil                             |           |         |
| 1870          | 1874          | Cyprien Espalieu                       |           |         |
| 1874          | 7 juin 1919   | Paul Marie Bernard Larribe             |           |         |
| juin 1919     | décembre 1919 | Antoine Caldemaysou (maire provisoire) |           |         |
| décembre 1919 |               | Louis Bernard Larribe                  |           |         |
| mars 2001     | 2014          | Gilbert Larribe                        |           | Éleveur |
| 2014          | décembre 2015 | André Roussilhes                       |           |         |

## Population et société

### Démographie
L'évolution du nombre d'habitants est connue à travers les recensements de la population effectués dans la commune depuis 1846. À partir du 1er janvier 2009, les populations légales des communes sont publiées annuellement dans le cadre d'un recensement qui repose désormais sur une collecte d'information annuelle, concernant successivement tous les territoires communaux au cours d'une période de cinq ans. 
Pour les communes de moins de 10 000 habitants, une enquête de recensement portant sur toute la population est réalisée tous les cinq ans, les populations légales des années intermédiaires étant quant à elles estimées par interpolation ou extrapolation. Pour la commune, le premier recensement exhaustif entrant dans le cadre du nouveau dispositif a été réalisé en 2004,.
En 2013, la commune comptait 58 habitants, en évolution de −13,43 % par rapport à 2008 (Lot : +0,05 %, France hors Mayotte : +2,49 %).
| 1846 | 1851 | 1856 | 1861 | 1866 | 1872 | 1876 | 1881 | 1886 |
| ---- | ---- | ---- | ---- | ---- | ---- | ---- | ---- | ---- |
| 406  | 385  | 370  | 336  | 309  | 318  | 290  | 701  | 938  |

| 1891 | 1896 | 1901 | 1906 | 1911 | 1921 | 1926 | 1931 | 1936 |
| ---- | ---- | ---- | ---- | ---- | ---- | ---- | ---- | ---- |
| 327  | 329  | 305  | 300  | 282  | 238  | 244  | 269  | 204  |

| 1946 | 1954 | 1962 | 1968 | 1975 | 1982 | 1990 | 1999 | 2004 |
| ---- | ---- | ---- | ---- | ---- | ---- | ---- | ---- | ---- |
| 220  | 211  | 182  | 165  | 130  | 107  | 104  | 83   | 73   |

| 2009 | 2013 | - | - | - | - | - | - | - |
| ---- | ---- | - | - | - | - | - | - | - |
| 67   | 58   | - | - | - | - | - | - | - |

## Culture locale et patrimoine

### Lieux et monuments
- Église Saint-Julien

qui date du XVIIIe siècle.
- la Maison Malpuech
- Les gorges de la Cère possèdent une histoire humaine importante, à travers les activités qui ont pu s’y pratiquer. Quelques sites naturels sont remarquables par leur beauté et par les anecdotes qui leur tournent autour. Il s’agit de points de vue comme le Rocher du Peintre ou le Point Sublime, de cascades comme le Saut de Vieyres, de grottes ou de monuments moins côtoyés comme une borne.

#### Le Rocher du Peintre
Dans le bourg de Camps, une petite route ouverte à la fin des années 1950 mène vers le site du Rocher du Peintre. S’il est un point de vue remarquable sur les gorges de la Cère et toute sa mémoire, son histoire n’en est pas moins intéressante. La Rocher du Peintre doit très certainement son nom à un artiste qui serait venu exercer son œuvre sur ce lieu vers le XIXe siècle. Selon nos sources, il s’agirait de Jean-Baptiste Corot. Une autre légende raconte que le nom viendrait de la déformation du nom de « Rocher du Prêtre », car un prêtre réfractaire serait venu dire la messe sur le site durant la Révolution française. Cependant, les personnes les plus âgées ont toujours entendu parler du « Rocher du Peintre ».

#### Le Saut de Vieyres
Le Saut de Vieyres est aujourd’hui une petite cascade située dans la commune de Lamativie, dans les gorges de l’Escaumels. Les cours d’eau étaient dans l’ensemble beaucoup plus importants avant la construction des différents barrages sur la Cère et ses affluents. La profondeur du  gour, d’environ vingt mètres, s’expliquait par la présence d’une grosse chute d’eau, même si aujourd’hui, celui-ci est bouché par des troncs. Autrefois, une légende racontait que le clocher de Lamativie pouvait y rentrer.

#### La grotte de l’Ermite
La grotte de l’Ermite est une cavité non naturelle, également situé sur la commune de Lamativie, à proximité du Rocher dit « des Anglais », refuge des « grandes compagnies » britanniques à la fin de la guerre de Cent Ans. Les gens de la campagne racontaient qu’un homme aurait habité la grotte dans le temps. Selon les dires des anciens, certaines personnes lui auraient même porté à manger.
Le mystère reste en revanche entier au sujet de son creusement. Une autre histoire raconte que les « grandes compagnies » anglaises, des déserteurs qui dévastaient les campagnes, seraient restées sur les lieux après la guerre de Cent Ans pour piller. Il serait possible que ces troupes soient à l’origine de cette grotte.
L’Ermite, quant à lui, était un soldat qui avait déserté l’armée à l’époque napoléonienne. Pour vivre, il mendiait puis vendait des herbes aux portes des églises, à la sortie de la messe, herbes qui servaient notamment à guérir les enfants. Cet homme est mort à Cahus, dans le Lot, prisonnier d’un séchoir à châtaignes qui a pris feu.

#### Le Point Sublime
Baptisé ainsi par l’actuel maire de Camps-Saint-Mathurin Léobazel, Jean-Pierre Briges, le site de Point Sublime, à quelques pas du Rocher du Peintre, est un autre point de vue remarquable des gorges de la Cère. Ce lieu aurait été occupé, il y a environ 7 000 ans, par des hommes préhistoriques qui poursuivaient les rennes en direction des monts d’Auvergne. Il est dit que ces hommes, venus pour chasser, précipitaient les animaux vers les barres rocheuses situées en dessous du lieu. L’emplacement aurait alors servi de campement pour ces chasseurs d’autrefois. On retrouve d’ailleurs des silex provenant de la vallée de la Vézère, éclats remis à nu à la suite de l’incendie de 1990. Du Point Sublime, est visible la confluence de l’Escaumels et de la Cère.

#### Une borne pas comme les autres…
Une borne en pierre est un monument très banal surtout quand elle a uniquement pour but de délimiter les départements de la Corrèze et du Cantal, mais aussi les régions Limousin et Auvergne. Celle-ci pourrait donc paraître aux yeux des touristes comme une simple pierre sans intérêt. Pourtant, la dite « borne » a une histoire. Elle n’est en effet pas à sa place. Elle se situe à 200 mètres en dessous de la vraie limite naturelle entre les deux départements. En effet, l’attelage qui la transportait s’est cassé près de la « Capeloune de Saint Peyre », la chapelle Saint-Pierre du Teulet, sur la commune de Goulles. Les ouvriers qui la transportaient, après avoir réparé leur char et jugeant le poids du monument trop important pour le remettre sur l’attelage, ont tout simplement décidé de la laisser où elle était tombée.
La mémoire des gorges de la Cère est très riche. De nombreux métiers sont venus s’implanter, notamment au XIXe siècle dans un site qui paraît aujourd’hui presque sans ressources. Cependant, en traversant maintes fois les huit villages du territoire, le touriste ou l’acteur local peut s’apercevoir de la richesse patrimoniale concrète qui s’y trouve. Le chapitre qui suit présente ainsi les différents aspects du patrimoine matériel des gorges de la Cère.